# 428

428(사백이십팔)은 427보다 크고 429보다 작은 자연수다.

## 수학
- 합성수로, 그 약수는 1, 2, 4, 107, 214, 428이다. 진약수의 합은 328이므로, 428은 부족수다.
- {\displaystyle 428=2^{2}+10^{2}+18^{2}}
  - 공차가 8인 세 자연수의 제곱합으로 나타낼 수 있는 수다. 이 성질을 지닌 앞의 수는 371, 다음 수는 491이다.

## 과학
- NGC 428(영어판): 고래자리 방향에 있는 막대나선은하.

## 교통

### 철도
- 수도권 전철 4호선 삼각지역의 역번호.

### 도로
- 일본 428번 국도(일본어판): 효고현 고베시 주오구에서 미키시까지 이어지는 일본의 국도.
- 현도 제428호선

## 군사
- U-428(영어판): 제2차 세계 대전에 사용된 나치 독일의 군용 잠수함.

## 문화유산
- 대한민국의 보물 제428호: 군위 인각사 보각국사탑 및 비
- 대한민국의 사적 제428호: 부여 관북리 유적

## 작품
- 《428》: 일본의 듀오 톤네루즈의 5번째 정규 음반. 1988년 4월 29일 출시.
- 《428 ~봉쇄된 시부야에서~》: 춘 소프트(이후 스파이크 춘소프트)에서 제작, 2008년 12월 4일 출시한 비디오 게임.

## 기타
- 날짜: 4월 28일
- 연도: 428년, 기원전 428년
- 일본의 지명 ‘시부야(しぶや)’, 인명 ‘요츠바(よつば)’의 숫자 고로아와세.